# فرودگاه هستون
فرودگاه هستون (به انگلیسی: Heston Aerodrome) یک فرودگاه است . این فرودگاه در کشور انگلستان قرار دارد .